# 彼得罗·波罗申科
彼得罗·阿列克谢耶维奇·波罗申科（烏克蘭語：Петро Олексійович Порошенко，羅馬化：Petro Oleksiiovych Poroshenko，發音：[peˈtrɔ olekˈs⁽ʲ⁾ijowɪtʃ poroˈʃɛnko]；1965年9月26日—），烏克蘭政治人物及企業家，曾任烏克蘭總統。從政前為糖果商如勝集團創辦人和億萬富豪，亦有「巧克力大王」之稱譽。

## 生平
1965年9月26日，波罗申科出生于蘇聯烏克蘭蘇維埃社會主義共和國（今乌克兰）敖德萨州博尔赫拉德。1989年，他从基辅国立大学國際關係和法律系的经济学专业毕业。1996年，波洛申科創立如胜糖果集团，該公司后成为乌克兰最大的糖果企业，他本人因而被誉为「巧克力大王」。
2005年2月至9月，波洛申科在尤先科政府時期出任乌克兰国家安全与国防委员会秘书；2009年10月9日至2010年3月11日，他在尤先科及季莫申科政府中任外交部长；2012年3月至12月，在亞努科維奇及阿扎罗夫政府中任贸易与经济发展部长。

### 就任总统

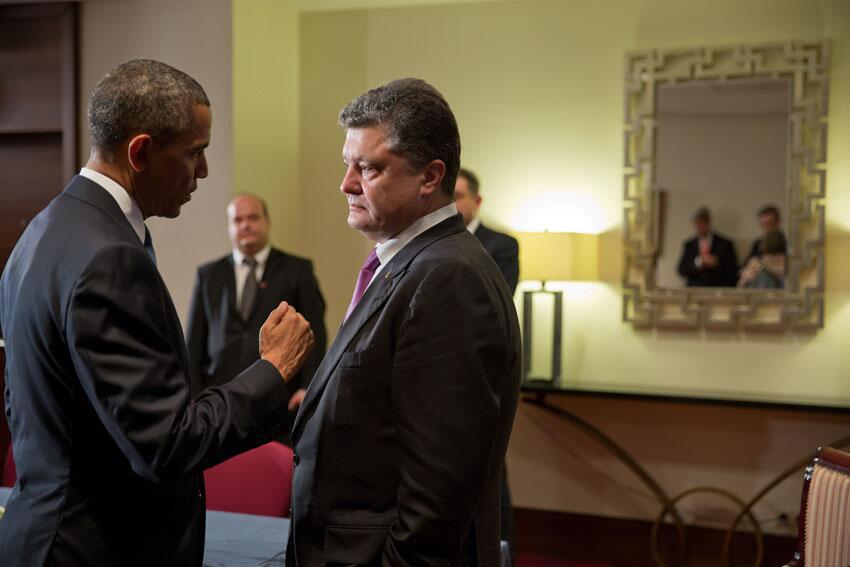
2014年6月5日，波罗申科在华沙与美国总统贝拉克·奥巴马会面

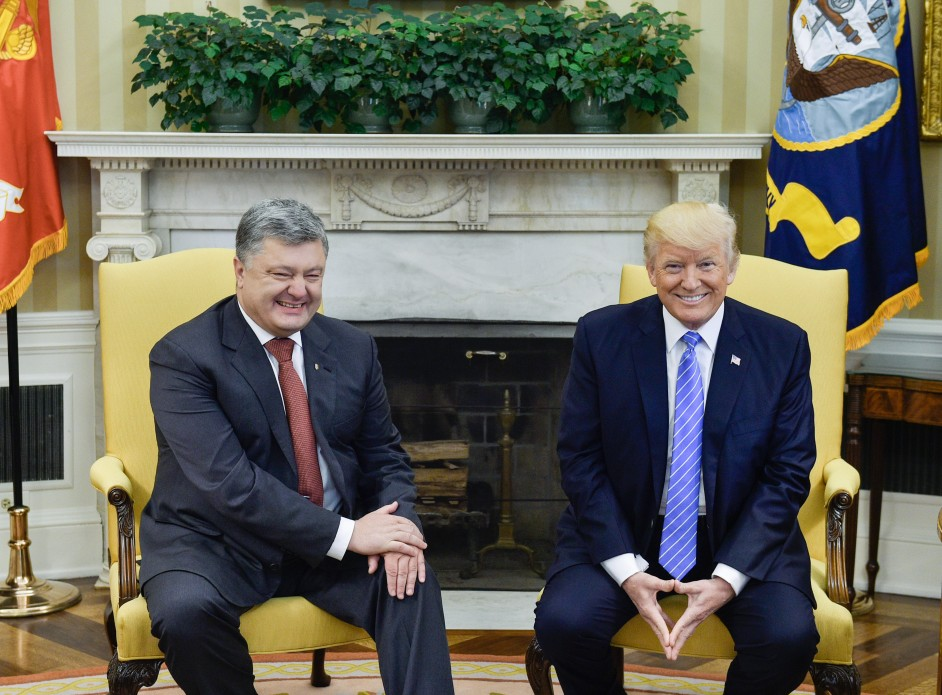
2017年6月20日，波罗申科在椭圆形办公室与美国总统唐纳德·特朗普会面

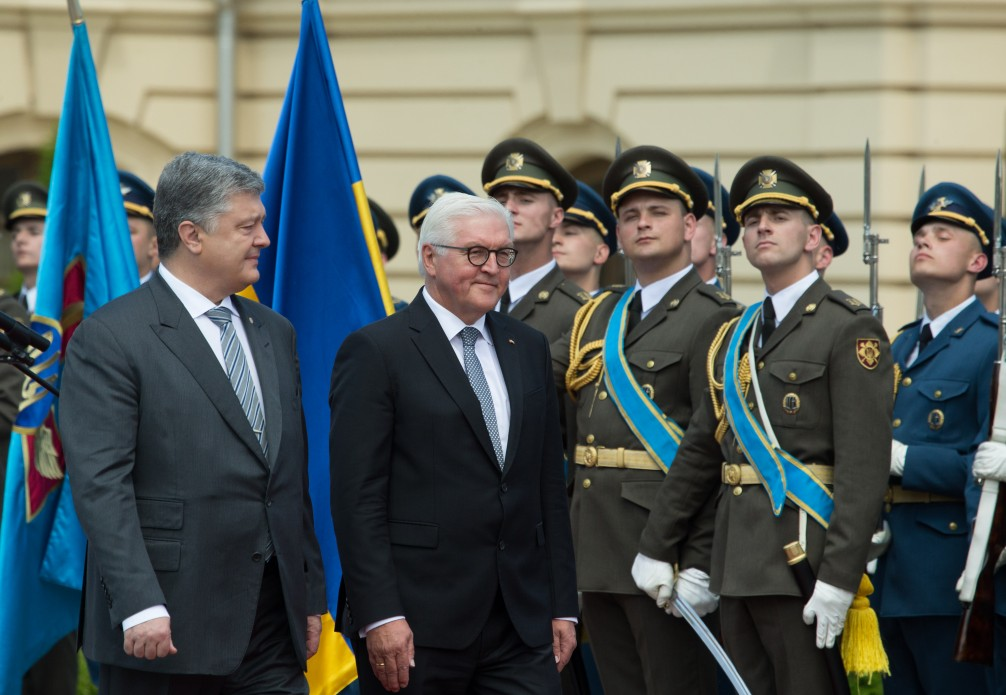
波罗申科与德国总统弗兰克-瓦尔特·施泰因迈尔（2018年5月29日）

2014年5月25日，参加提前舉行的乌克兰总统选举，在第一轮中以54.7%的选票成功当选乌克兰總統。
2014年6月7日，波罗申科正式就任总统一职，并在就职讲话中表示不会允许乌克兰改行联邦制、不会放弃对克里米亚的领土主张，他说：“我将用全部力量维护乌克兰主权与独立。克里米亚被俄罗斯占领，而这块土地以往是、现在是、将来还会是乌克兰的一部分。”他呼吁东部的顿涅茨克州和卢甘斯克州的武装人员放下武器，承诺为俄罗斯武装人员开辟安全走廊让这些人回俄。
2014年6月27日，波罗申科在布鲁塞尔峰会上签署了《烏克蘭 - 歐盟聯合協議》的經濟部份。
2015年4月，開始推動烏克蘭非共化。
2019年1月29日，波羅申科正式宣布於將於同年3月競選連任總統，但泽连斯基在总统选举第二轮投票中以72%的支持率压倒性优势胜出，稍后波罗申科承认败选。

### 卸任总统後
波羅申科帶領政黨欧洲团结在2019年烏克蘭議會選舉中僅斬獲25席乌克兰最高拉达席位，但波羅申科仍出任欧洲团结议会党团领袖，兼乌克兰最高拉达關於歐洲一體化委員會委員。2020年9月30日，波羅申科感染严重急性呼吸系统综合征冠状病毒2。
波羅申科卸任後被澤連斯基政府調查，澤連斯基政府指控波羅申科和親俄派犯下叛國罪，波羅申科選擇出國避難。2022年1月17日，波羅申科返回烏克蘭，他指控澤連斯基政府抗俄不力並且還打壓在野黨。
2022年2月25日，俄軍向首都基輔推進，波罗申科在基輔街頭接受美國CNN採訪時表示他會拿起步槍與平民並肩作戰並大罵俄羅斯。
2022年3月12日，在俄罗斯入侵的第17天，波罗申科亲自将两辆标有“бандеромобілі”的民用皮卡交给基辅第206国土防御营的成员，以纪念乌克兰民族主义者斯捷潘·班德拉。这两辆卡车都加装了PK通用机枪、450件防弹背心并在两辆车引擎盖上贴上班德拉脸贴纸。
2022年5月底，波罗申科表示他不被允许离开该国访问立陶宛。尽管有官方旅行许可，他还是被拒绝出境。波罗申科希望作为乌克兰代表团成员出席在维尔纽斯举行的北约议会春季会议。但他后来被允许在波兰边境离开乌克兰，参加一场关于战争的政治会议。
2023年12月1日，波羅申科在前赴匈牙利與該國總理歐爾班會面前夕，在口岸被烏克蘭國家安全局人員截停，並以「會面將被俄羅斯政府利用」為由禁止出境。
2024年5月初，俄羅斯塔斯社的報導指波羅申科和澤連斯基被俄羅斯內政部通緝，但俄羅斯內政部數據庫並沒有披露兩者是根據《俄羅斯刑法典》哪一條而被通緝。而《媒體區》揭露，這兩位烏克蘭總統是被在俄佔頓涅茨克的俄羅斯內政部值班部門加入通緝名單，事件發生在2024年2月22日之前，但直到5月初才被發現。5月6日，俄羅斯內政部發表聲明宣稱只是執行通緝令的「技術角色」，並指出：「在這種情況下，關於發布通緝令及其取消的決定是由俄羅斯調查委員會及其地方分支機構作出的。」不久後這些通緝令便從俄羅斯內政部的官方網站上撤下。
2025年2月12日，泽连斯基通过乌克兰国家安全与国防事务委员会对波罗申科实施制裁，指控其涉嫌“叛国罪”和协助恐怖组织，波罗申科称此举“出于政治动机”。